# Espacio marino de la Costa de Ferrolterra-Valdoviño
Espacio marino de la Costa de Ferrolterra-Valdoviño este o arie protejată (arie de protecție specială avifaunistică — SPA) din Spania întinsă pe o suprafață de 6.817,65 ha, integral marine.

## Localizare
Centrul sitului Espacio marino de la Costa de Ferrolterra-Valdoviño este situat la coordonatele 43°35′23″N 8°16′34″W / 43.5897°N 8.2761°V.

## Înființare
Situl Espacio marino de la Costa de Ferrolterra-Valdoviño a fost declarat arie de protecție specială avifaunistică în iulie 2014 pentru a proteja 13 specii de animale.

## Biodiversitate
Situată în ecoregiunile atlantică și marină Atlantică, aria protejată nu include niciun habitat protejat.
La baza desemnării sitului se află mai multe specii protejate de  păsări (13): Calonectris diomedea, Hydrobates pelagicus, pescăruș negricios (Larus fuscus), pescăruș-cu-cap-negru (Larus melanocephalus), Larus michahellis, pescăruș râzător (Larus ridibundus), rață neagră (Melanitta nigra), Phalacrocorax aristotelis aristotelis, Puffinus mauretanicus, Puffinus puffinus, Rissa tridactyla, chiră de baltă (Sterna hirundo), chiră de mare (Thalasseus sandvicensis).